# La Gohannière
La Gohannière ist eine Ortschaft und eine ehemalige Gemeinde mit zuletzt 118 Einwohnern (Stand 1. Januar 2016) im französischen Département Manche in der Region Normandie. Die bisher eigenständige Gemeinde im Kanton Isigny-le-Buat wurde mit Wirkung vom 1. Januar 2019 mit Tirepied zur Commune nouvelle Tirepied-sur-Sée fusioniert. Den ehemaligen Gemeinden wurde in der neuen Gemeinde der Status einer Commune déléguée jedoch nicht zuerkannt. Der Verwaltungssitz befindet sich im Ort Tirepied.

## Lage
An La Gohannière fließt die Sée vorbei. Nachbarorte sind Tirepied im Nordwesten, Vernix im Nordosten, Le Petit-Celland im Osten, Saint-Ovin im Südosten, La Godefroy im Südwesten und Saint-Brice im Westen.

## Bevölkerungsentwicklung
| Jahr      | 1962 | 1968 | 1975 | 1982 | 1990 | 1999 | 2008 | 2015 |
| --------- | ---- | ---- | ---- | ---- | ---- | ---- | ---- | ---- |
| Einwohner | 111  | 109  | 100  | 101  | 82   | 86   | 119  | 118  |

## Sehenswürdigkeiten

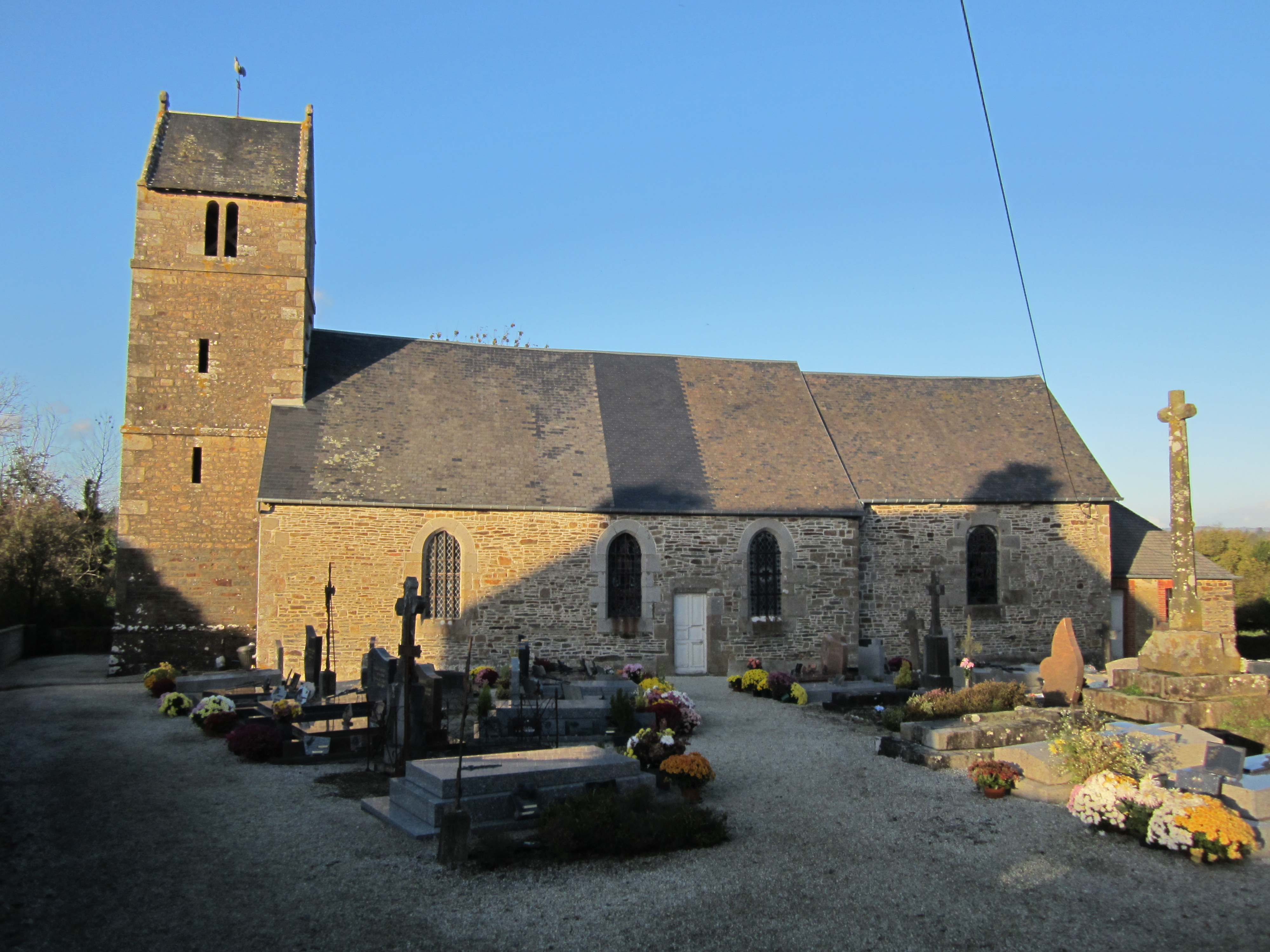
Kirche Saint-Martin

- Kirche Saint-Martin